# The Tract
The Tract ist eine österreichische Metal-Band aus Innsbruck und wird den Genres Neo Thrash Metal und Melodic Death Metal zugerechnet.

## Geschichte
Die Band wurde 2013 von Mario Fetz (Gitarre), Rafael Peychär (Gitarre) und Andreas (Schlagzeug) gegründet. Im selben Jahr ergänzte Matej (Gesang) die Band  und Fabian Guggenberger vervollständigte die Besetzung mit der Position am Bass. Die Band trat in verschiedenen Clubs in Innsbruck und umgebenden Orten auf und war auch in der Schweiz auf der Bühne zu sehen.
2015 reichten sie zusammen mit dem bekannten Opernsänger und Bariton Florian Kresser einen Beitrag für die Wildcardauswahl beim Wettbewerb Eurovision Song Contest – Wer singt für Österreich? ein, erreichten aber nicht die Vorausscheidung.
Im darauf folgenden Jahr nahm die Band am SPH Bandcontest 2016 in Österreich und qualifizierten sie sich für den Einzug ins Finale, welches am 3. Dezember 2016 in St. Pölten stattfand.
Im Oktober 2017 unterzeichneten die fünf Musiker einen Vertrag beim in Köln angesiedelten Metal-Label „Bret Hard Records“. Ihr erstes Studioalbum Deceit near Dignity wurde am 25. Mai 2018 veröffentlicht. Noch im Sommer desselben Jahres wurde in Kooperation mit dem Landestheater Linz ein Musikvideo zur neuen Single mit dem Titel Freak gedreht. Das Video selbst und die kreativen Köpfe dahinter erhielten schon zahlreiche ehrenvolle Erwähnungen und Auszeichnungen bei diversen (online) Filmfestivals.

## Stil
The Tract vereint vielfältige Rhythmik, abwechslungsreiche Melodien umrahmt von Blastbeats und einer Stimmvarianz von Growls, Shouting, bis hin zu Screaming. Besonderen Wert legen die fünf Musiker auf den gemeinsamen Einfluss während des Songwritings. Charakteristisch für die Musik von  The Tract  ist das Zusammenspiel einer harmonischen Lead und Rhythmusgitarre. Das Songwriting ist inspiriert durch Bands, wie etwa In Flames, At the Gates und Metallica.
Im Frühjahr 2018 ergab sich zwangsläufig ein Positionswechsel zwischen Fabian und Rafael; wie sich dieser und der daraus resultierende neue Einfluss der beiden Musiker auf den Sound der Gruppe auswirkt, kann man zunächst anhand der am 2. November 2018 erschienenen Single Freak erkennen.

## Videos
'Linear Lives', offizielles Musikvideo zum ersten vollständig aufgenommenen Song. (2016)
'Breaking the Surface', offizielles Musikvideo. (2018)
'Freak', offizielles Musikvideo in Zusammenarbeit mit dem Landestheater Linz.(2018)

## Diskografie
- 2018: Album: Deceit near Dignity
- 2018: Single: Freak